# Literaturnaya

Czcionka Literaturnaya.

Literaturnaya (ros. Литературная гарнитура lub Литературная) jest czcionką szeryfową stworzoną w ZSRR. Została zaprojektowana w Poligrafmaszu (ros. Полиграфмаш) w końcu lat trzydziestych XX wieku przez Anatolija Szczukina. Czcionka została oparta na czcionce Hermanna Bertholda Latinskaya (Petersburg, 1901) wersji czcionki Lateinisch przeznaczonej dla Rosji (także stworzonej przez Bertholda, Berlin, 1899). Digitalizację fontu przeprowadziła Liubow Kuzniecowa w 1996 roku. Znana jest także nieoficjalna wersja cyfrowa tego fontu z roku 1992.

## Zastosowanie
Literaturnaya była głównie używana w ZSRR, Bułgarii i innych krajach demokracji ludowej od lat trzydziestych do dziewięćdziesiątych XX wieku (ostatnie druki z roku 1995). Była to standardowa czcionka cyrylicy w tym okresie. Nazywana była ulubioną czcionką rosyjskich typografów, większość książek w latach 1950–1990 złożono tą czcionką. Była stosowana nie tylko w książkach, ale także w czasopismach, gazetach, broszurach, ogłoszeniach. Po rozpadzie ZSRR została wyparta przez czcionkę  Times New Roman. Obecnie (2009) czcionka jest praktycznie nieużywana, chociaż ostatnio zaczyna się pojawiać (szczególnie w Bułgarii).

### Fonty komputerowe
W systemie LaTeX możliwe jest użycie darmowej wersji fontu po dodaniu pakietu Literat: \usepackage{literat}.